# St. David (Arizona)

St. David é uma cidade censo-designada no Condado de Cochise, Arizona, Estados Unidos. A população era 1.699 no census em 2010.